# Val Gardena
Val Gardena (německy Gröden; ladinsky Gherdëina) je údolí v Dolomitech v severní Itálii, v provincii Bolzano. Vybíhá od horské skupiny Sella k severozápadu. Je jedním z pěti dolomitských údolí, ve kterých obyvatelé mluví ladinštinou. Je rovněž známé jako lyžařské středisko.

## Osídlení
V údolí se nacházejí tři obce:
- Ortisei (ladinsky Urtijëi; německy St. Ulrich)
- Selva di Val Gardena (ladinsky Sëlva; něm. Wolkenstein in Gröden)
- Santa Christina (lad. Santa Cristina Gherdëina; něm. St. Christina)

## Kultura
Val Gardena patří k údolím s ladinským obyvatelstvem. Obživou místních obyvatel bylo tradičně horské zemědělství se zaměřením na pastevectví. Od 17. století se ve Val Gardeně začala rozvíjet dřevořezba. Boom tato činnost zažila v 19. století. Odhaduje se, že v polovině 19. století působilo v údolí přibližně 2500 řezbářů a řezbářek. Každým rokem se z údolí exportovalo několik milionů dřevěných hraček a to až do USA či do Ruska. V Ortisei se začátkem září každoročně koná třídenní řezbářský veletrh, který pořádá sdružení uměleckých řemeslníků UNIKA.

## Osobnosti
Z Val Gardeny pochází krasobruslařka Carolina Kostnerová, která je sestřenicí lyžařky Isolde Kostnerová.

## Galerie

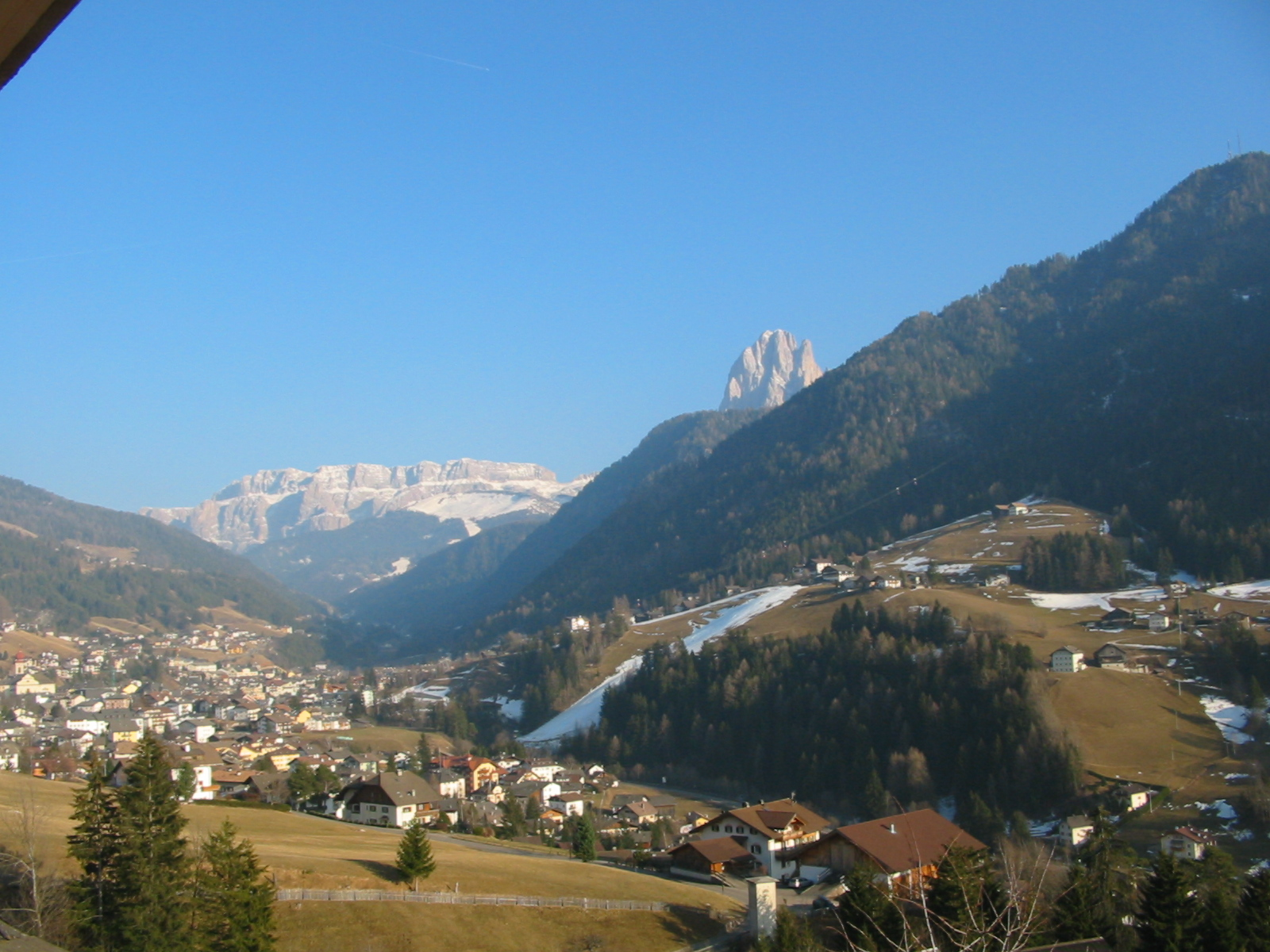
Ortisei ve Val Gardeně
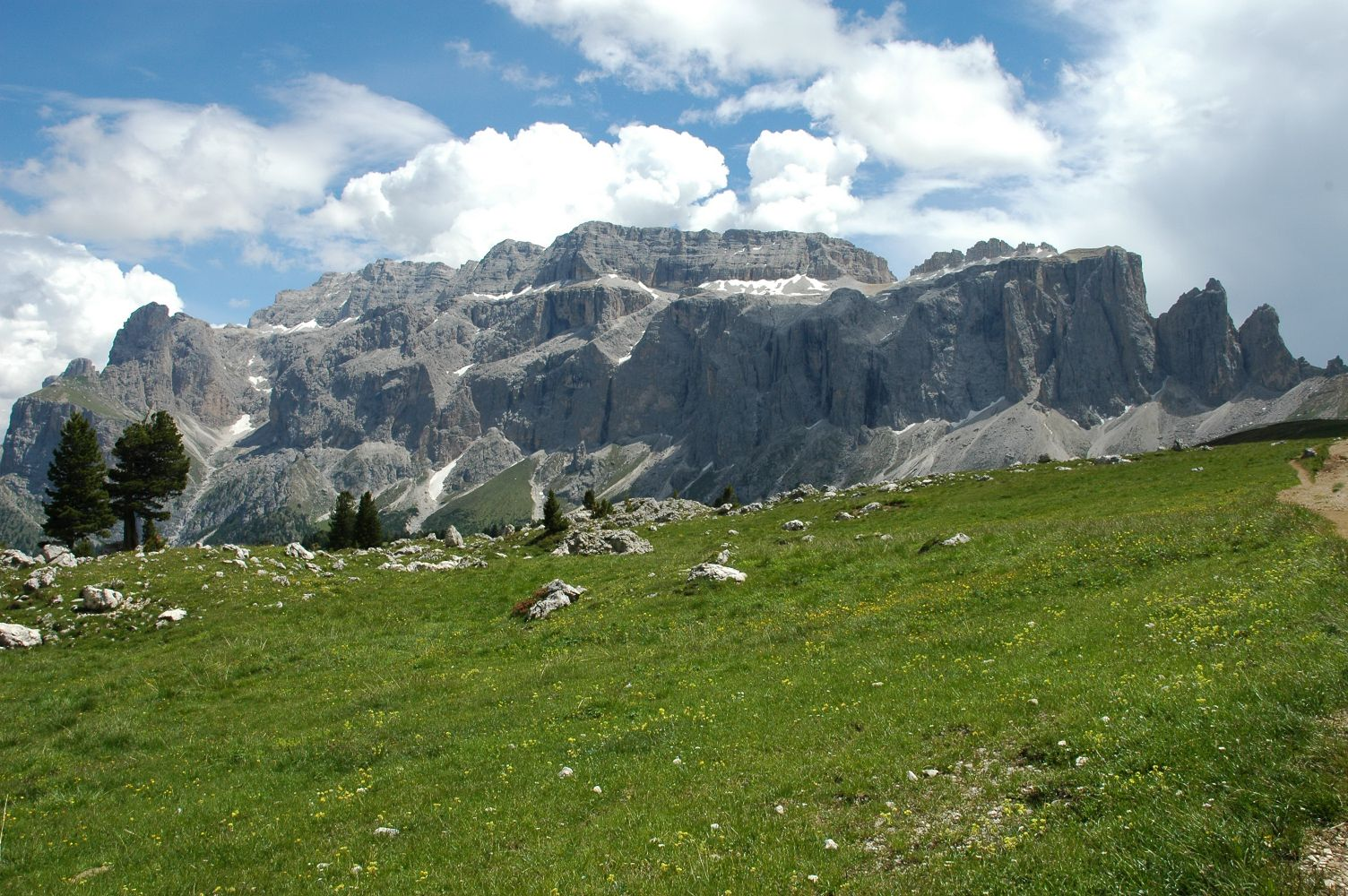
pohled z Val Gardeny na masiv Sella
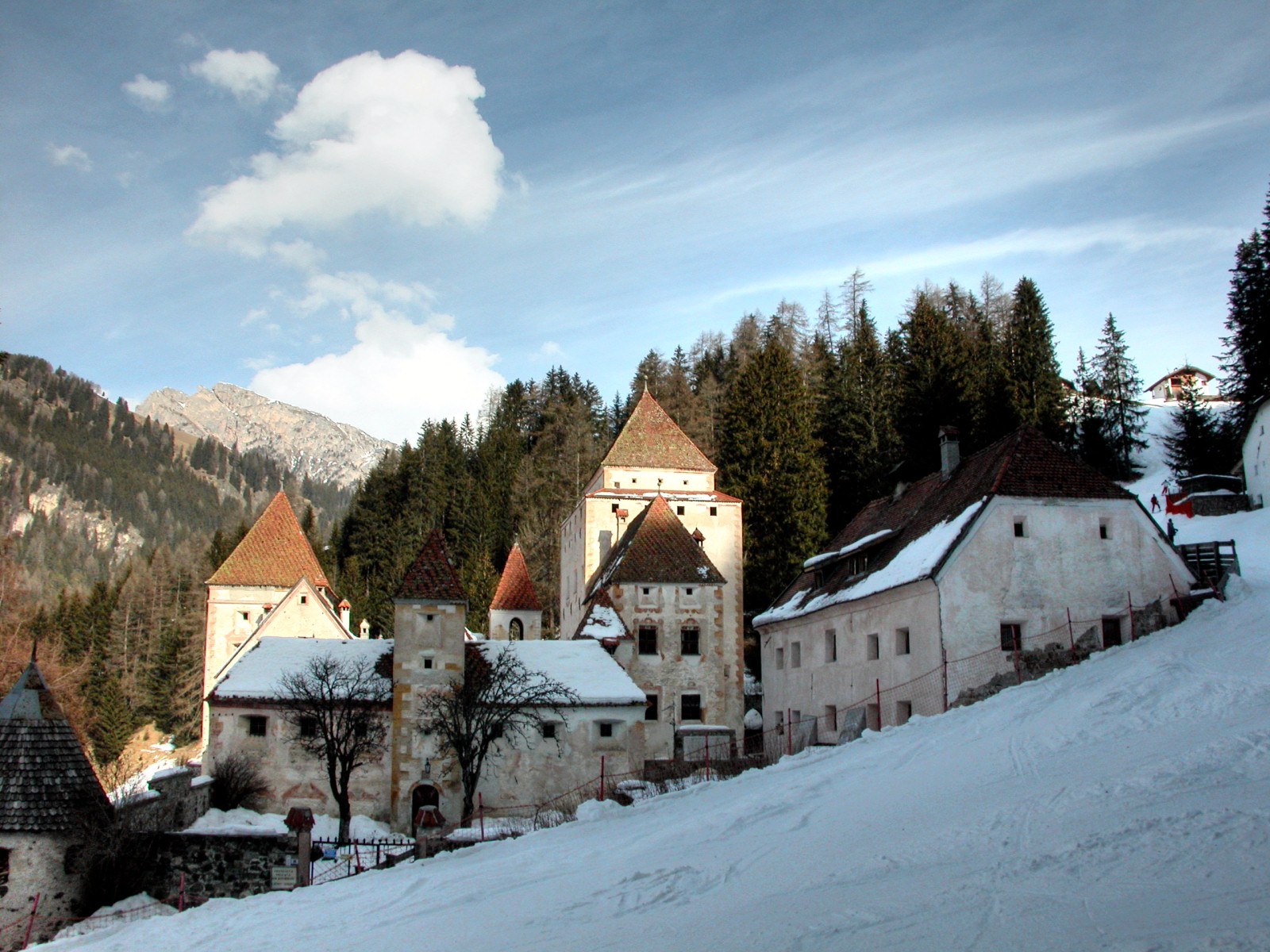
Hrad Valgardena v Santa Cristina
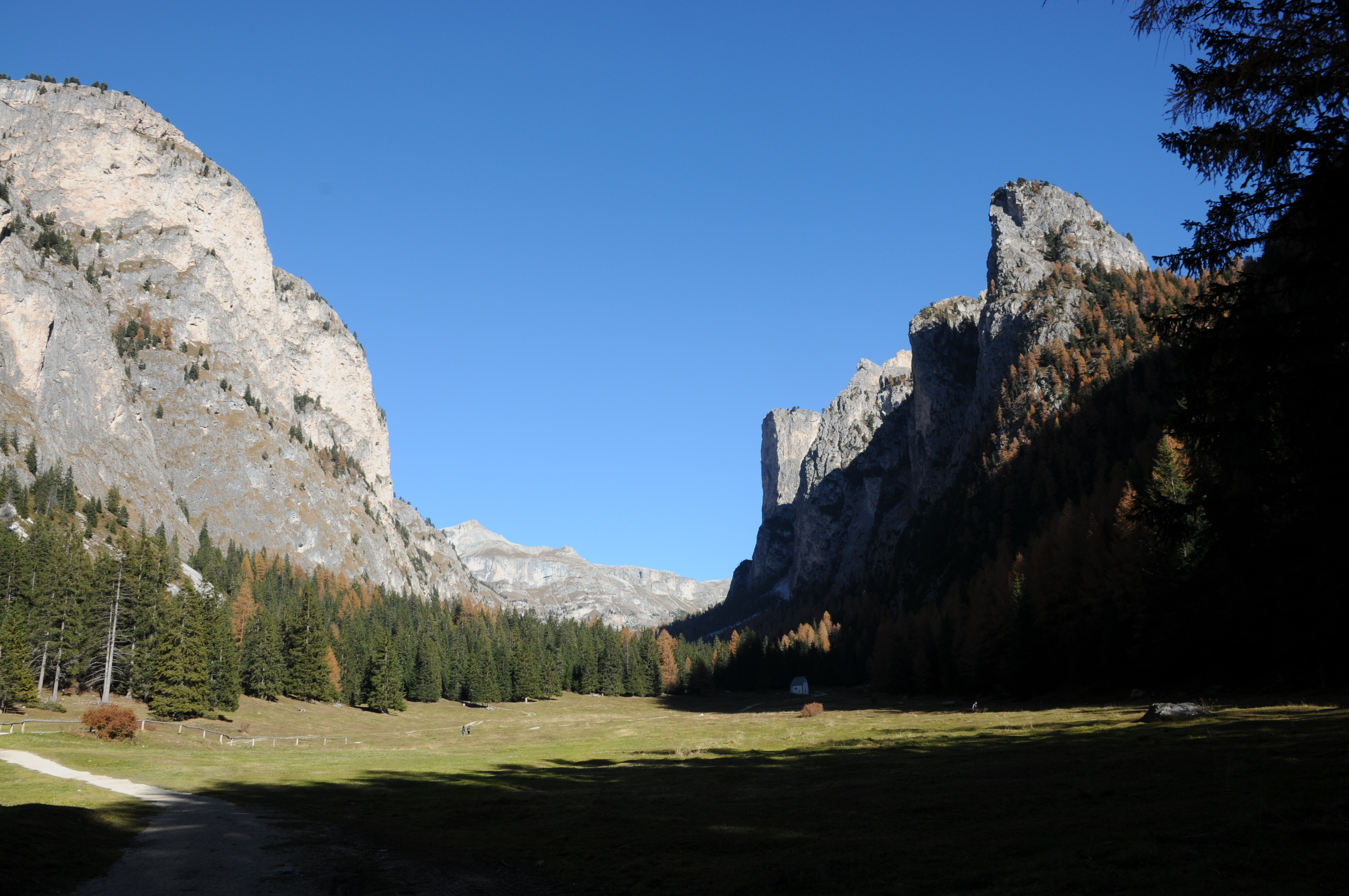
Průsmyk Cir v přírodním parku Puez-Geisler v údolí Val Gardena v Dolomitech - Jižní Tyrolsko
Col Turond při pohledu z Langentalu v údolí Val Gardena v jihotyrolských Dolomitech.